# Jacques Zèle
Jacques Zèle, né le 19 juin 1906 à Paris et mort le 7 septembre 1994 à L'Argentière-la-Bessée (Hautes-Alpes), est un homme politique français.

## Biographie
Il est élu au Conseil de la République,.